# Xystrocera virescens
Xystrocera virescens är en skalbaggsart som beskrevs av Newman 1840. Xystrocera virescens ingår i släktet Xystrocera och familjen långhorningar. Inga underarter finns listade i Catalogue of Life.

## Bildgalleri

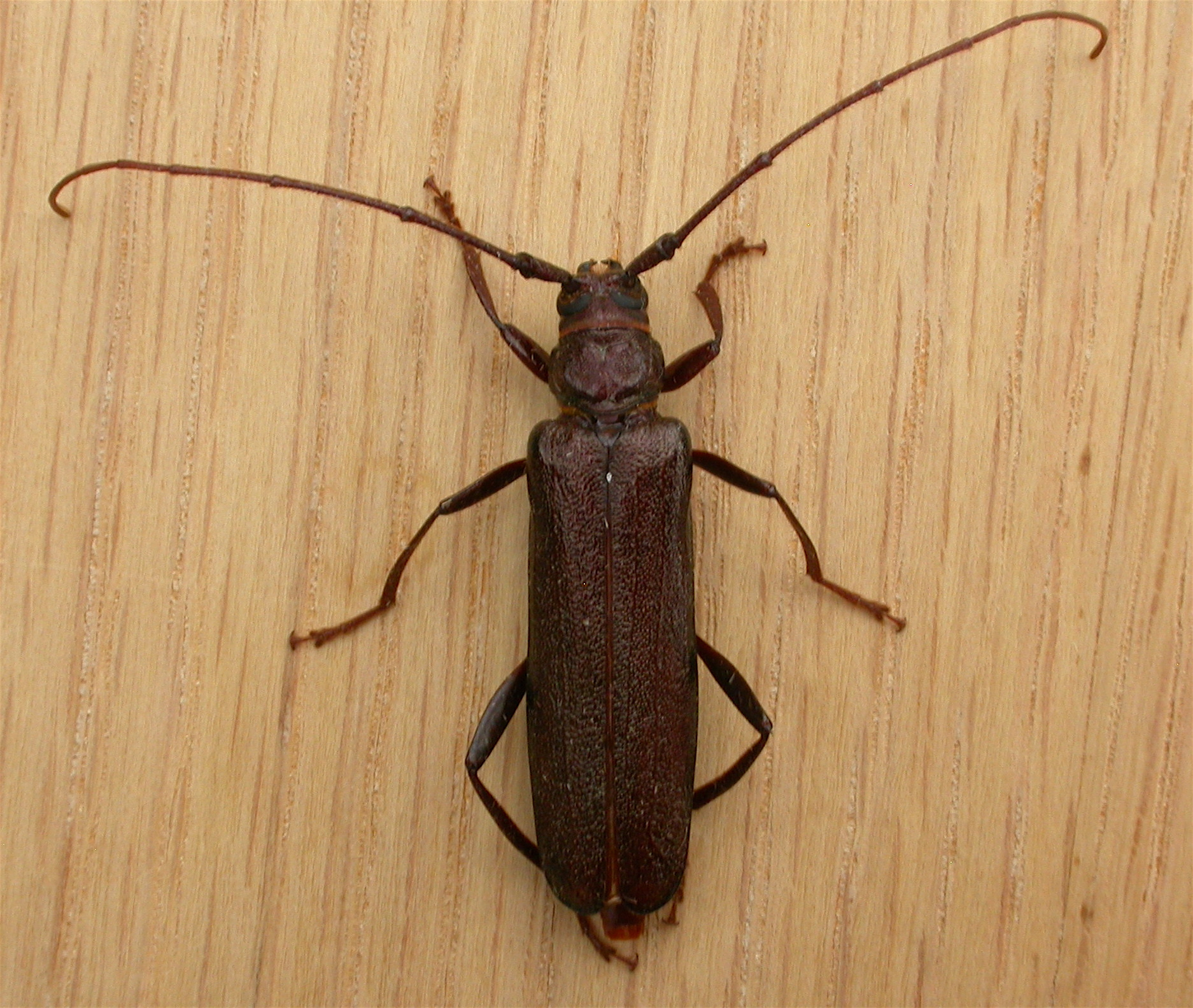